# Mendavia
Mendavia è un comune spagnolo di 3 840 abitanti situato nella comunità autonoma della Navarra.